# Kemi (by)
 Ikke at forveksle med videnskaben kemi.
Kemi er en by i Lappi i Finland ved Kemijoki (Kemifloden)s udløb i den nordlige del af Den Botniske Bugt. Byen har 19.991 indbyggere (31. december 2021) og blev etableret 5. marts 1869.
Byens område omfatter et areal på 747,51 km2 hvoraf 95,41 km2 er land. Byen er sprogligt rent finsk.
Byen Kemi ligger ved Kemijokis udløb i Bottenviken. Havnen i Kemi på øen Ajos er en af de vigtigste i Finland og anvendes af papirindustrien. Stora Enso og Metsä-Botnia er to industrier i Kemi.
I Kemi ligger også ishotellet Lumilinna. Byen har en flyveplads (Kemi-Torneå flygplats) og jernbaneforbindelse.

## Historie
Fundationsbrevet er dateret den 5. marts 1869. I 1882 havde Kemi 359 indbyggere. Stadens skibsflåde udgjorde samme år 10 skibe på 397 tons, der i blandt 3 dampslupper med 15 hestekræfter. Havnens dybde ved dampskibsbroen var 2,7 m, på reden 5 m. I året 1882 indklareredes 61 skibe på 17.107 tons (deraf 39 finske skibe på 8,050 tons) og udklareredes 52 skibe på 16.586 tons (deraf 30 finske skibe på 7,529 tons). Eksporten udgjordes næsten helt af trævarer, levererede af Karihaara, Laitakari med flere savværker, samt en del saltet fisk. Værdien deraf udgjorde i 1882 815.630 og af importen 670.800 kr. Kemi dannede endnu på denne tid ikke noget eget sogn, men indgik i landsognet, og havde heller ikke nogen magistrat, men lød under landets ret. I 1895 var indbyggertallet vokset til 918 indbyggere. I 1908 var indbygertallet i Kemi vokset til 2.048 indbyggere. Byen havde 51 forretningsdrivende. Indkomsterna var takserade til 1.770.000 mark. Byens skibsflåde bestod da blot af 2 dampskibe på 63 reg.ton. Havneforholdene var uforandrede. I 1908 inklareredes i direkte udenlandsk søfart 88 skibe på 50.169 reg.ton og udklareredes 94 skibe på 47.396 ton. Eksporten bestod af de samme varer som tidligere. Kemi udgjorde et konsistorielt pastorat af 3. klasse.
I begyndelsen af 1900-tallet fik byen jernbaneforbindelser, dels Oulu-Torneå dels til Rovaniemi. I tilknytning til byen oprettedes flere store industrivirksomheder således Veitsiluoto savværk samt aktieselskabet AB Kemi med en aktiekapital 45 millioner finske mark, der var blevet oprettet i 1893 ved en sammenslutning af 2 trævarefirmaer. Firmaet ejede Karihaara savværk med sulfit-cellulosafabrik samt
Laitakari savværk, begge ved Kemiflodens udløb, desuden Royttä savværk ved Torneflodens udløb. Den årlige produktion var omkring 30.000 standardtrævarer og omkring 22.000 ton cellulose. Foretagendet havde omkring 1.200 ansatte.
I 1938 overførtes et område med 14.716 indbyggere til Kemi by fra Kemi landskommun.

## Klima
| Vejr for Kemi                                | Vejr for Kemi | Vejr for Kemi | Vejr for Kemi | Vejr for Kemi | Vejr for Kemi | Vejr for Kemi | Vejr for Kemi | Vejr for Kemi | Vejr for Kemi | Vejr for Kemi | Vejr for Kemi | Vejr for Kemi | Vejr for Kemi |
|                                              | Jan           | Feb           | Mar           | Apr           | Maj           | Jun           | Jul           | Aug           | Sep           | Okt           | Nov           | Dec           | År            |
| -------------------------------------------- | ------------- | ------------- | ------------- | ------------- | ------------- | ------------- | ------------- | ------------- | ------------- | ------------- | ------------- | ------------- | ------------- |
| Gennemsnitlig maks °C                        | −6,8          | −6,3          | −1,5          | 4,4           | 11,4          | 17,1          | 20,2          | 17,6          | 12            | 5,3           | −0,8          | −4,6          | 5,7           |
| Gennemsnitlig °C                             | −10,8         | −10,4         | −5,9          | 0,2           | 6,6           | 12,5          | 15,8          | 13,3          | 8,1           | 2,4           | −3,7          | −8,5          | 1,6           |
| Gennemsnitlig min °C                         | −15,5         | −15,3         | −10,7         | −4,1          | 1,5           | 7,1           | 10,9          | 8,6           | 4,1           | −0,7          | −7            | −13           | −2,8          |
| Gennemsnitlig nedbør mm                      | 49            | 38            | 38            | 27            | 42            | 43            | 65            | 60            | 56            | 61            | 57            | 44            | 580           |
| Kilde: Tilastoja Suomen ilmastosta 1981–2010 |               |               |               |               |               |               |               |               |               |               |               |               |               |